# دييغو بيسيسوار
دييغو بيسيسوار (بالهولندية: Diego Biseswar) (8 مارس 1988 أمستردام هولندا - ) هو لاعب كرة قدم هولندي، يلعب كلاعب وسط.

## وصلات خارجية
دييغو بيسيسوار على موقع الاتحاد الدولي (مؤرشف)  (الإنجليزية)
- دييغو بيسيسوار على موقع الاتحاد الأوربي (الإنجليزية)
- دييغو بيسيسوار على موقع اتحاد تركيا (لاعب) (الإنجليزية)
- دييغو بيسيسوار على موقع قاعدة بيانات كرة القدم.إي يو (الإنجليزية)
- دييغو بيسيسوار على موقع ناشيونال فوتبول تيمز (الإنجليزية)
- دييغو بيسيسوار على موقع Soccerway.com (الإنجليزية)
- دييغو بيسيسوار على موقع عالم كرة القدم.نت (الإنجليزية)
- دييغو بيسيسوار على موقع AS.com (الإسبانية)